# حصن المشرقي (مودية)

تعديل مصدري - تعديل

حصن المشرقي هي إحدى قرى عزلة مودية بمديرية مودية التابعة لمحافظة أبين، بلغ تعداد سكانها 57 نسمة حسب تعداد اليمن لعام 2004.